# Isidore-François Colombert
Isidore-François Colombert tên Việt Nam là Mỹ, M.E.P., là một nhà truyền giáo và giám mục người Pháp. Ông là đại diện tông tòa của Địa phận Địa phận Tây Đàng Trong từ 1874 - 1894. 
Ông sinh năm 1838 tại Sainte-Marie-du-Bois (Mayenne), Pháp, gia nhập Hội truyền giáo Nước ngoài Paris năm 1860, thụ phong linh mục năm 1863 và lên đường sang Địa phận Tây Đàng Trong ngày 16 tháng 7 năm 1863, học Tiếng Việt ở Mặc Bắc (nay thuộc Giáo phận Vĩnh Long), năm 1864, ông phụ trách Họ đạo Cái Nhum và từ năm 1866 làm thư ký tòa giám mục.
Ông được bổ nhiệm giám mục phó đại diện tông tòa với quyền kế vị ngày 6 tháng 2 năm 1872, tấn phong ngày 25 tháng 7 năm 1872 và chính thức là đại diện tông tòa Tây Đàng Trong sau khi giám mục Miche từ trần ngày 1 tháng 12 năm 1873.
Nhiệm kỳ của ông bắt đầu chỉ mấy tháng trước khi có Hiệp ước Giáp Tuất 1874 nên được coi là thời kỳ ổn định. Dưới thời ông đã có gần 200 nhà thờ được xây dựng kiên cố và to lớn như: Tân Định, Cầu Kho. 
Đặc biệt, lễ đặt viên đá đầu tiên nhà thờ Đức Bà Sài Gòn do ông chủ trì dưới sự chứng kiến của phó soái Nam kỳ và nhiều nhân vật của Sài Gòn, diễn ra rất long trọng ngày 7 tháng 10 năm 1877.
Ông qua đời ngày 31 tháng 12 năm 1894 và được chôn cất trong lòng nhà thờ Đức Bà Sài Gòn theo nguyện vọng.